# أوكسيتوسين (دواء)
الأوكسيتوسين، والذي يُباع تحت الاسم التجاري "بيتوسين" (Pitocin)، هو بيبتيد يُستخدم لتحفيز انقباضات الرحم لتسهيل بداية الولادة وتسريعها، بالإضافة إلى وقف النزيف بعد الولادة. يعطى عن طريق الحقن العضلي أو الوريدي لتحقيق هذه الأغراض. يمكن أن يؤدي استخدام الأوكسيتوسين إلى حدوث انقباضات حادة في الرحم، مما قد يهدد صحة المولود. من الأعراض الجانبية الأكثر شيوعًا للأم هي الغثيان وانخفاض معدل نبضات القلب. أما المضاعفات الخطيرة التي قد تحدث، فتشمل تمزق الرحم، وتسمم الماء عند استخدام جرعات عالية، بالإضافة إلى تفاعلات الحساسية المفرطة.
اكتشف الأوكسيتوسين في عام 1952، وأدرج في قائمة الأدوية الأساسية الضرورية لمنظمة الصحة العالمية (WHO) باعتباره من أكثر الأدوية فعالية وأمانًا في النظام الصحي. في عام 2014، كانت تكلفة الجملة للدواء في الدول المتقدمة تتراوح بين 0.1 إلى 0.56 دولار أمريكي للجرعة.

## الاستخدام الطبي

### تحفيز الولادة
يُستخدم الأوكسيتوسين لتحفيز الولادة عن طريق الإدخال الوريدي، خاصة في حالة بطء الطلق إذا فشل اختبار تحدي الأوكسيتوسين (Oxytocin Challenge Test - OCT). وعلى الرغم من عدم وضوح ما إذا كانت الجرعات العالية أكثر فعالية من الجرعات المعيارية في تحفيز الولادة، فقد حل الأوكسيتوسين محل الإرجومترين كعامل رئيسي لزيادة قوة انقباضات الرحم في حالة النزيف الحاد بعد الولادة. كما يُستخدم الأوكسيتوسين في الطب البيطري لتسهيل الولادة وتحفيز إفراز الحليب.
أما بالنسبة للعلاج التوليدي، فإن الأتوسيبان (Atosiban)، وهو مضاد لمستقبلات الأوكسيتوسين (تُسوق باسم Tractocile)، يستخدم لتثبيط الولادة المبكرة بين الأسبوع 24 و33 من الحمل. يُعتبر الأتوسيبان خيارًا أفضل مقارنة بالأدوية السابقة مثل الريتودرين، السالبوتامول، والتربوتالين، نظرًا لأعراضه الجانبية الأقل.

### الرضاعة الطبيعية
يُستخدم الأوكسيتوسين للمساعدة في الرضاعة الطبيعية عن طريق تحفيز إنتاج الحليب لدى الأمهات، مما يمكّنهن من إرضاع أطفالهن. ومع ذلك، فإن الأمهات اللواتي يتلقين الأوكسيتوسين عن طريق الأنف يوميًا قبل الإرضاع قد ينتجن كميات إضافية قليلة من الحليب بعد يومين من الاستخدام.

## موانع الاستخدام
يُمنع استخدام حقن الأوكسيتوسين المصنعة في الحالات التالية:
- وجود تفاوت كبير في الحجم بين الرأس والحوض.
- وضعية الجنين غير مناسبة (مثل وجود الجنين في وضع مستعرض)، حيث لا يمكن الولادة إلا بعد تغيير وضع الجنين.
- الحالات الطارئة التي تتطلب إجراء عملية جراحية بسبب نسبة المخاطر العالية مقارنة بالفائدة.
- وجود تهديد وشيك على حياة الجنين أثناء الولادة.
- هبوط الحبل السري.
- فشل النشاط الرحمي في التقدم بشكل كافٍ.
- فرط النشاط أو التوتر المفرط في الرحم.
- عدم القدرة على إجراء ولادة طبيعية.
- وجود جرح في الرحم أو عنق الرحم نتيجة لولادة قيصرية سابقة أو عملية جراحية في الرحم أو عنق الرحم.
- عدم وجود رأس الجنين في المكان الصحيح (أي أن الجنين في وضع عرضي).
- تاريخ مرضي لدى المريضة من فرط الحساسية للأوكسيتوسين أو أي من مكونات التركيبة.

## الأعراض الجانبية
يُعتبر الأوكسيتوسين آمنًا نسبيًا عند إعطائه بالجرعة المناسبة، والأعراض الجانبية غير شائعة. ومع ذلك، تم تسجيل بعض الأعراض لدى الأمهات، مثل:
- نزيف تحت غشاء الأرَاكينويد.
- ارتفاع ضغط الدم.
- عدم انتظام في دقات القلب، بما في ذلك زيادة أو نقصان في معدل النبض، وانقباض البطن المبكر.
- ضعف التروية إلى الرحم.
- ورم دموي حوضي.
- فقدان الفايبرينوجين في الدم.
- فرط الحساسية.
- غثيان وتقيؤ.
- زيادة تدفق الدم لدى الجنين.

الجرعة الزائدة أو الاستخدام الطويل (أكثر من 24 ساعة) يمكن أن تؤدي إلى انقباضات رحمية شديدة، تمزق الرحم، نزيف ما بعد الولادة، وتسمم الماء، وفي بعض الحالات قد تكون هذه الظروف قاتلة. خلال الحمل، يمكن أن تؤدي زيادة حركة الرحم إلى انخفاض في معدل نبض القلب، عدم انتظام ضربات القلب، نوبات دماغية، والموت في حالة الجنين أو حديثي الولادة. كما أن استخدام الأوكسيتوسين بشكل مركزي قد يضعف وظائف الذاكرة والتعليم، حيث قد يؤدي إلى ضعف استرجاع الذاكرة في بعض المهام المتجنبة. مع ذلك، وُجد أن الأوكسيتوسين يسهل التعلم والتذكر بشكل خاص عند التعامل مع المعلومات الاجتماعية. كما أظهرت الدراسات أن إعطاء الأوكسيتوسين للرجال عبر الأنف يحسن ذاكرة الوجوه، خصوصًا الوجوه السعيدة.